# Kosuke Hagino
Kosuke Hagino (em japonês:  萩野 公介, Hagino Kōsuke; Oyama, 15 de agosto de 1994) é um nadador profissional japonês.

## Carreira
Com apenas 17 anos, ganhou a medalha de bronze nos 400 metros medley nos Jogos Olímpicos de Londres 2012. Quatro anos mais tarde voltou a mesma prova dos 400 m medley e levou ouro no Rio 2016.